# Orde van de Keten van Sint-Agatha van de Paternò
De Militaire Orde van de Keten van Sint-Agatha van de Paternò (Italiaans: Militare Ordine di Sant’Agata dei Paternò) is een hospitaalorde die haar bestaan kan terugvoeren tot 1853 maar volgens overlevering al in de 13e eeuw gesticht zou zijn in het koninkrijk Aragon en op de Balearen.

## Geschiedenis
In de 19e en vroege 20e eeuw leidde de Orde een onopvallend bestaan. Zij was volgens een als kopie overgeleverd document door de koning van de Beide Siciliën erkend maar er vonden geen benoemingen plaats buiten de familiekring van de Paternò Castello e Guttadauro Ayerbe Aragona. Deze familie stelt recht te kunnen doen gelden op de tronen van onder meer Aragon en Majorca. De grootmeester van de Orde van de Keten van Sint-Agatha van de Paternò, Don Roberto Paternò Castello dei Duchi di Carcaci is de zoon van de zoon van een vijfde zoon van don Francesco hertog van Carcaci (1850-1912). De titels die Don Roberto voert worden ook gevoerd door oudere takken van zijn familie en door andere families. Don Roberto kan geen juridische claim op de troon van enig land effectueren omdat hiervoor staatsrechtelijke erkenning van de claim noodzakelijk is. Of sprake is van een legitieme historische claim is onder deskundigen een zwaar bediscussieerd onderwerp. 

## Verdeeldheid onder deskundigen
Er zijn schrijvers die de aanspraken van de orde verdedigen, anderen beweren dat een jongere zoon uit een jongere tak van een Siciliaans hertogelijk Huis geen fons honorum heeft. De desbetreffende leden stellen hier tegenover dat door de familie het fons honorum aan hen is toegekend.

### Experts
Volgens de bekende deskundige op het gebied van decoraties Guy Stair Sainty heeft erkenning van de Orde alleen op lokaal administratief niveau plaatsgevonden. De Nederlandse advocaat Hans Hoegen Dijkhof verdedigt in zijn proefschrift dat de Italiaanse rechter de historische en juridische aanspraken van de familie ten opzichte van de Italiaanse staat volledig heeft erkend (Hoegen Dijkhof, H.J., The legitimacy of Orders of St. John, A historical and legal analysis and case study of a para-religious phenomenon, PhD Thesis, University of Leiden).

## Erkenning

### Bewijsstukken
De erkenning door de koning der Beide Siciliën waaraan de Orde van de Keten van Sint-Agatha van de Paternò rechten ontleent, is in de vorm van een fotokopie in het archief van de orde bewaard gebleven. Volgens sommigen is dit – vanuit een geschiedkundig perspectief bezien – onvoldoende als bewijsmiddel. Juridisch bezien geldt dat voor het leveren van bewijs als in de onderhavige zaak geen vormvoorschriften gelden.

### Weerstand
De Orde heeft te maken gehad met grote weerstand vanuit de gevestigde orde als het gaat om erkenning. De Orde van Malta en ook haar toenmalige luitenant-grootmeester Frà Ernesto Paternò Castello (1882 – 1971) verwierpen de aanspraken van Don Francesco Maria Paternò Castello op het grootmeesterschap van een Hospitaalorde van Sint-Agatha. Zij zagen de orde als een Pseudo-orde. Ook het huidige hoofd van het Huis Paternò, de hertog van Roccaromana erkent de orde niet. De Italiaanse regering heeft de orde, anders dan die van de voormalige regerende huizen als de Orde van Sint-Januarius, de Constantinische Orde of de Orde van de Adelaar van Este ook niet willen erkennen.

### Rechterlijke erkenning
Na verschillende strafprocessen hierover heeft de Italiaanse rechter uiteindelijk bepaald dat de familie Paternò als houder van het fons honorum het recht heeft om ordetekens toe te kennen, waaronder de Orde van de Keten van Sint-Agatha van de Paternò. De Orde heeft in het laatste kwart van de 20e eeuw een hoge vlucht genomen en er zijn nu afdelingen over de gehele wereld.